# Бейбітшилік (Байтерецький район)
Бейбітшилі́к (каз. Бейбітшілік) — село у складі Байтерецького району Західноказахстанської області Казахстану. Адміністративний центр Бейбітшиліцького сільського округу.
Населення — 869 осіб (2021; 967 у 2009, 860 у 1999, 912 у 1989).
До 2022 року село називалось Погодаєво.